# Misumenops nigrofrenatus
Misumenops nigrofrenatus är en spindelart som först beskrevs av Simon 1900.  Misumenops nigrofrenatus ingår i släktet Misumenops och familjen krabbspindlar. Inga underarter finns listade i Catalogue of Life.